# Martha M. Place

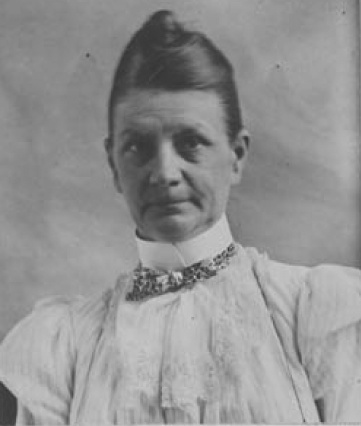
Martha M. Place

Martha M. Place (* 18. September 1849 in Readington Township als Martha M. Garretson; † 20. März 1899 in Ossining) war eine US-amerikanische Mörderin. Place war die erste Frau, die auf dem elektrischen Stuhl starb.

## Straftat
Martha Place wurde beschuldigt, am 7. Februar 1898 ihre Stieftochter Ida aus Eifersucht ermordet zu haben. Ihr Ehemann William Place sagte aus, dass seine Ehefrau Martha Place ihn mit einer Axt attackiert hätte. Ihm gelang die Flucht und er verständigte die Polizei. Beim Eintreffen der Polizeibeamten fand man Martha Place auf dem Boden liegend. Sie hatte einen Suizidversuch mit ausströmendem Gas unternommen. Ihre Stieftochter Ida wurde ermordet auf dem Bett aufgefunden. Place wurde in das Krankenhaus eingeliefert und später verhaftet und angeklagt.
Der Bruder von Martha Place sagte aus, dass seine Schwester seit einem Unfall mit einem Schlitten geistig zurückgeblieben sei. Dennoch wurde Place des Mordes für schuldig befunden und zum Tode verurteilt. Das Todesurteil wurde, nachdem der damalige Gouverneur des Staates New York Theodore Roosevelt ein Gnadengesuch abgelehnt hatte, am 20. März 1899 im Gefängnis von Sing Sing in Ossining vollstreckt. Ihre letzten Worte vor der Hinrichtung waren:
“God save me.”
„Gott rette mich.“

## Hinrichtung
Da die für die Vollstreckung des Todesurteils Verantwortlichen noch nie eine Frau auf dem elektrischen Stuhl hingerichtet hatten, entwickelten sie eine neue Methode, um die Elektroden an ihr anzubringen: Sie beschlossen, ihr Kleid aufzuschlitzen und die Elektrode an ihrem Knöchel anzubringen. Der Henker war Edwin F. Davis. Laut Zeugenaussagen starb sie sofort.
Martha Place wurde ohne religiöse Bräuche auf dem Familienfriedhof in East Millstone, New Jersey, beerdigt.
Obwohl Place die erste Frau war, die auf dem elektrischen Stuhl starb, war sie die dritte, die zum Tode auf diese Weise verurteilt wurde. Die ersten beiden waren die Serienmörderin Lizzie Halliday (1894 Urteil umgewandelt und in eine Anstalt eingewiesen) und Maria Barbella (1895 verurteilt und im nächsten Jahr freigesprochen).